# Ветер в ивах (фильм, 1996)
«Ветер в ивах» (англ. The Wind in the Willows) — британский детский фильм 1996 года режиссёра и сценариста Терри Джонса и продюсеров Джейка Эбертса и Джека Голдстоуна. Исполнителями главных ролей выступили Стив Куган, Эрик Айдл, Энтони Шер и Терри Джонс.
Фильм был выпущен в Великобритании 18 октября 1996 года. Позже он вышел в прокат Соединенных Штатов под названием «Дикая поездка г-на Жаба».
Фильм основан на романе Кеннета Грэма «Ветер в ивах».

## Сюжет
Подземный дом мистера Крота разрушается. Землевладелец мистер Жаб продает землю, на которой расположен домик Крота, чтобы финансировать своё последнее увлечение: караванинг. Крот встречает водяную крысу, видя его страдания, Крыс берет Крота на встречу с мистером Жабом. Жаб предлагает им присоединиться к нему, в его недавно купленном конном экипаже. Скоростная машина пугает лошадь, опрокидывая экипаж. Жаба мгновенно выбрасывает тележку и становится одержим движением. Он — безрассудный водитель и финансирует свои машины при помощи займов.
После сумасшедшего въезда в Дикий Лес и уничтожения седьмого автомобиля все: Жаб, Крыс и Крот теряются в неприветливом логове Ласок. Ласки пытаются заставить Крота помешать его друзьям, вмешиваться в их планы. Жаб также сталкивается с ласками. Все трое попадают в подземную обитель мистера Барсука, близкого друга покойного отца Жаба, который чувствует себя ответственным за наследство Жаба, тот решает прекратить безумную одержимость Жаба автомобилями. Тем не менее, Жаб отказывается слушать Барсука и в конечном итоге арестован за угон и автомобильную аварию возле паба. Во время судебного разбирательства адвокат Жаба совершенно не помогает из-за поведения подсудимого. Кроме того, Ласки доминируют на скамье присяжных. Главный Ласка изображает из себя одного из кроликов в Жюри и принуждает остальных испуганных животных вынести обвинительный приговор. После того, как Жаба оскорбляет Суд и совершает неудачную попытку побега, разъяренный Судья приговаривает его к ста годам тюрьмы.
Когда Крыс и Крот возвращаются в Жабий Зал, Ласки выгоняют их. Крыс и Крот роют туннель под замком, чтобы освободить Жаба, но в то же время, ему самому помогают дочка сочувствующего тюремщика и её тетя — Чайная Леди. Жаб убегает под видом последней, забыв кошелёк в своей камере. Жаб, Крыс и Крот садятся в поезд. Полицейские, которые убирали вагоны, требуют, чтобы поезд был остановлен. Жаб рассказывает правду и умоляет водителя помочь ему уйти от похитителей. Только чтобы защитить свой поезд, водитель соглашается помочь. Он бросает уголь в полицию, но попадает в почтовую ловушку. Жаб берёт на себя управление поездом и, в конце концов, сбивает двигатель. Чудом выжив, он снова отправляется в путь, но, в конце концов, его ловят Ласки.
Сразу после этого раскрываются все масштабы планов Ласок: они построили фабрику по производству корма для собак на развалинах дома Крота и планируют взорвать Жабий Зал и построить на его месте бойню. Они также повредили район рядом с домом Барсука, что побудило его принять решительные меры против них. Барсук и Крыс пытаются проникнуть в Жабий Зал, но попадают в плен. Вместе с Жабом их помещают над огромной машиной смерти. Вождь, Кларенс и Джеффри возвращаются в Жабий зал, чтобы подготовить празднование победы, оставив Сент-Джона за машиной. Крот, который в это время врывается на фабрику, отключает машину, позволяя Жабу, Барсуку и Крысу убежать.
Пребывая в преждевременном ощущении победы, Кларенс и Джеффри пытаются прикончить своего предводителя, а потом начинают сражаться друг с другом за лидерство. Это промедление позволяет главным героям совершить набег на дом, оставляя всех ласок недееспособными в последующей битве. Оказывается, вождь пережил переворот власти, Жаб пытается остановить его на пути к фабрике, на которой спрятан детонатор, для взрыва Жабьего Зала, но безрезультатно. На самом деле взрывчатка находится на фабрике (Крыс ранее поменял ярлыки на контейнерах с взрывчаткой, что привело к тому, что Ласки поверили, что взрывчатка была на самом деле запасом костей для фабрики), и поэтому Вождь взрывает себя вместе с фабрикой, оставляя Жабий зал нетронутым, и друзей Жаба в целости и сохранности.
После этого Жаб выступает с публичной речью, ругаясь на автомобили и обещая быть мудрее и не таким гордым в будущем. Дом Крота отремонтирован, и он может вернуться в него. В финале, Жаб тайно разговаривает с продавцом самолётов, что указывает на то, что он уже нашёл новое хобби. Жаб пролетает над толпой в своём новом самолёте, вызывая массовую истерию, Барсук приходит в ярость и клянётся никогда больше ему не помогать. Во время финальных титров Жаб летит через всю страну и, в конечном итоге, над морем.

## В ролях
- Стив Куган — Крот
- Эрик Айдл — Крыс
- Терри Джонс — мистер Жаб
- Никол Уильямсон — мистер Барсук
- Энтони Шер — главный Ласка (Вождь)
- Майкл Пэйлин — Солнце
- Ричард Джеймс — Джеффри Уизл и Часы Крота
- Кейт-Ли Касл — Кларенс Уизель
- Роберт Батерст — святой Иоанн Уизель
- Найджел Планер — продавец автомобилей
- Джон Босволл — пожилой джентльмен
- Стивен Фрай — судья
- Роджер Эштон-Гриффитс — прокурор
- Джон Клиз — адвокат мистера Жаба
- Джулия Савалла — дочь тюремщика
- Виктория Вуд — Чайная Леди
- Дон Хендерсон — Первый Страж
- Ричард Райдингс — Второй Страж
- Бернард Хилл — водитель автомобиля
- Ник Гиллард — дублер

## Песни в фильме
- «Messing About on the River» (Тони Хэтч) — песня Крыса и Крота, собирающихся на пикник у реки.
- «Secret of Survival» — страшная песня ласок, которая раскрывает то, как им удается выживать в этом «гадком мире».
- «Mr Toad» — песня мистера Жаба, его в исполнении, на стихи, взятые непосредственно из романа, разделенными на три части (одна из которых посвящена его побегу, одна процессу суда, и одна событиям, после крушения поезда.)
- «Friends Is What We Is» — песня про друзей, в исполнении мистера Жаба, Барсука, Крота и Крыса, когда они прогоняют ласок из Жабьего зала, и во время вечеринки.
- «Miracle of Friends» — песня для финальных титров.

## Производство
Фильм «Ветер в ивах» был снят компанией Allied Filmmakers в Великобритании, а затем распространялся компанией Columbia Pictures.
Терри Джонс, исполняющий роль Мистера Жаба, один из актёров комик-группы Монти Пайтон, попытался собрать в своём фильме живых Пайтонов. Эрик Айдл был приглашён на роль Крыса, одну из ведущих ролей, а Джон Клиз и Майкл Пейлин на второстепенные — адвоката и Солнца, соответственно. Терри Гиллиаму было предложено озвучить «Реку», но плотный график съёмок не позволил ему присоединиться к актёрскому составу.

### Съемки и места
Съёмки велись, главным образом, во время заката, и цвета были перенастроены.
Съёмки железнодорожных сцен снимались на железной дороге Bluebell, замаскированной под часть юго-восточной железной дороги и Chatham Railway. Это первый фильм, который использует SE&CR, для «Ветра в ивах» — железная дорога в большинстве модификаций рассказа — Великая западная железная дорога (хотя в самой книге это не указывается).
Сцены снаружи Жабьего зала были сняты в Kentwell Hall в Саффолке.
Сцены тюрьмы в замке Дувр в Кенте.
Старая школа, ныне — почтовое отделение в Чиддингстоне, представляло собой место, где мистер Жаб обедал, прежде чем угнать и разбить автомобиль.

## Проблемы с распространением в США
Когда фильм впервые появился в США под его оригинальным названием, он был отодвинут в сторону[какую?] из-за проблем дистрибьюторов, и было опубликовано очень мало рекламных материалов. Количество проданных билетов в Великобритании было низким, потому что фильм показывали, в основном, днем. Впоследствии нью-йоркские газеты задавались вопросом, почему такие замечательные детские фильмы дистрибьюторы снимают с показа.
«Нью-Йорк Таймс» опубликовала положительный отзыв Лоуренса Ван Гелдера.
Во время выхода фильма в США Терри Джонс, который работал над документальным фильмом в Нью-Йорке, узнал по телефону, что фильм показывали в кинотеатре на Таймс-сквер. Джонс бросился вниз к площади только чтобы обнаружить, что фильм, действительно, показывали в «одном из этих захудалых маленьких порнографических театров».

## Восприятие

### Касса
В прокате Великобритании фильм собрал 1,303 миллиона фунтов стерлингов и 72 844 доллара в США.

### Критика
В целом, картина получила положительные отзывы критиков.
На сайте Rotten Tomatoes фильм имеет рейтинг одобрения 75 % на основании 8 рецензий критиков, со средним рейтингом 6,9 из 10.
Картина имеет три звезды из пяти, на сайте кинокритики AllMovie.com.
Фильм был удостоены наградами: «Лучший на фестивале» на Чикагском международном фестивале детских фильмов в 1998 году, и премии «ВисКид» на Висконсинском международном фестивале детских фильмов в 2000 году.
Зрители, опрошенные сайтом The Movie DB, присудили фильму рейтинг 50 %.
Кинокритик Майк Хертенстейн опубликовал положительную рецензию на фильм, описав его как: «„Ветер в ивах“ Терри Джонса — прекрасная экранизация замечательной истории, которой могут наслаждаться и взрослые. Это больше, чем можно сказать о любой другой кинематографической или мультипликационной версии этой истории, в том числе выпущенной Диснеем».